# Nicola Trussardi
Nicola Trussardi (Bergamo, 17 giugno 1942 – Milano, 14 aprile 1999) è stato uno stilista e imprenditore italiano.
Ha assunto la direzione dell'azienda di famiglia nel 1970, trasformandola da piccolo laboratorio artigianale per la produzione di guanti in un marchio  internazionale. In suo nome è stata istituita la Fondazione Nicola Trussardi.

## Gli inizi
Nicola Trussardi nasce a Bergamo, Lombardia nel 1942. Si laurea in Economia e Commercio presso l'Università Cattolica del Sacro Cuore.

## Carriera
Nel 1970 Nicola Trussardi entra nell'azienda di famiglia che il nonno Dante Trussardi aveva fondato nel 1910 come laboratorio artigianale di guanti. Verso la fine degli anni '70, dopo la morte del padre, Nicola assume il comando dell'azienda, trasformandola in una delle più importanti sartorie italiane, che ha contribuito a diffondere il prodotto italiano  nel mondo. Nicola decide di ampliare la produzione ad altri accessori di lusso, oltre ai guanti, e nel 1973 crea il famoso logo del levriero. Qualche anno dopo lancia la prima collezione di giacche in pelle, che verrà ben presto allargata fino a diventare una linea di prêt-à-porter, rivolta, sin dagli anni '80, a diverse tipologie di clientela: donna, uomo, bambino. Nel 1985 quella che in origine era una piccola azienda di famiglia vale già 182 milioni di dollari, con circa 120 tra boutique e negozi in franchise presenti in tutto il mondo. Inoltre, lavora in prima persona ad alcuni progetti speciali dell'azienda Trussardi, come per esempio il disegno d'interni per velivoli ed elicotteri.
Nel 1988 Nicola disegna le divise per gli atleti italiani in occasione dei Giochi olimpici del 1988 a Seul, Corea del Sud. Successivamente, in occasione della presentazione della collezione del 1989, Trussardi diffonde un messaggio di protesta contro la deforestazione delle foreste pluviali nel mondo e l'impiego di vera pelliccia animale: Nicola utilizza infatti solo ecopelle per i capi della sua collezione e inserisce una lettera di protesta contro la deforestazione all'interno delle borse omaggio consegnate agli ospiti all'ingresso della sfilata. Durante tutta la sua carriera, si dedica attivamente a promuovere nel mondo il marchio del prodotto italiano  e la moda italiana in generale. All'epoca della sua morte avvenuta nel 1999, l'azienda Trussardi vale circa 480 milioni di dollari. Nicola Trussardi è stato anche costumista per importanti rappresentazioni teatrali sia in Europa che negli Stati Uniti.
Ha infatti realizzato i costumi di scena per lo spettacolo teatrale “Bestia da Stile” di Pier Paolo Pasolini al Teatro Valle di Roma nel novembre del 1985; per il “Macbeth” di Giuseppe Verdi all'Arena di Verona nel settembre del 1986; e per lo spettacolo di danza “Le Divine” messo in scena a piazza dei Miracoli, Pisa, nel settembre del 1987.

## Marino alla Scala

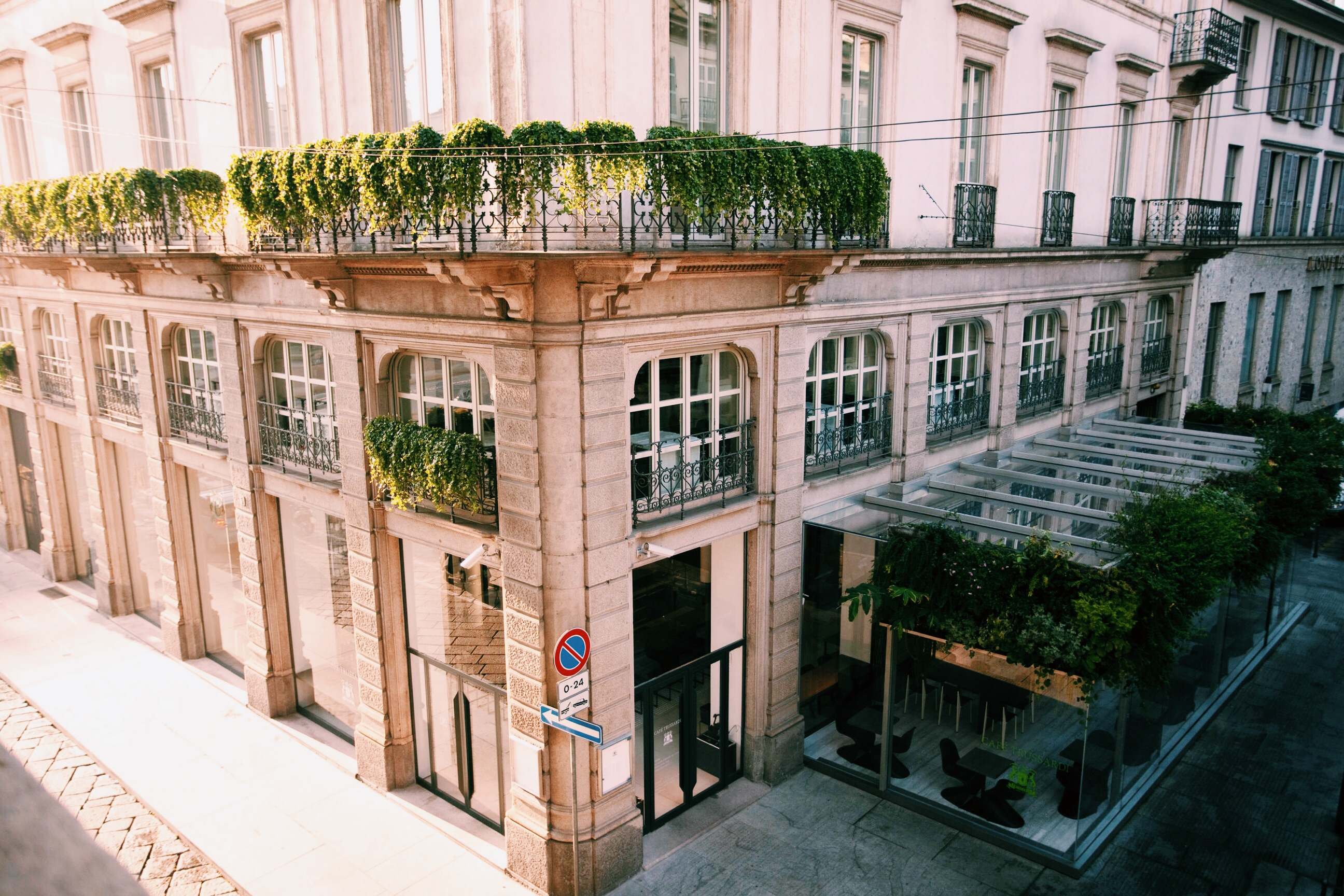
Marino alla Scala

Nel 1996 Trussardi apre i propri spazi all'interno di Palazzo Marino alla Scala, in Piazza della Scala, proprio di fronte al famoso teatro milanese: oltre alla boutique Trussardi, la struttura ospita uno showroom, un bar e un ristorante. L'acquisto degli spazi risale al 1989 e Nicola spende circa 67 milioni di dollari in sette anni per la ristrutturazione dell'edificio, i cui lavori si sono trascinati per diverso tempo a causa di un contenzioso con l'amministrazione comunale. Il palazzo risale al 1876 ed è stato ristrutturato in stile neo-manierista ad opera dei due artisti olandesi Ben Van Os e Rainer Van Brummelen. Nel 1996 nel palazzo sono stati esibiti per la prima volta i 150 disegni inediti di Pablo Picasso.

## Altre iniziative

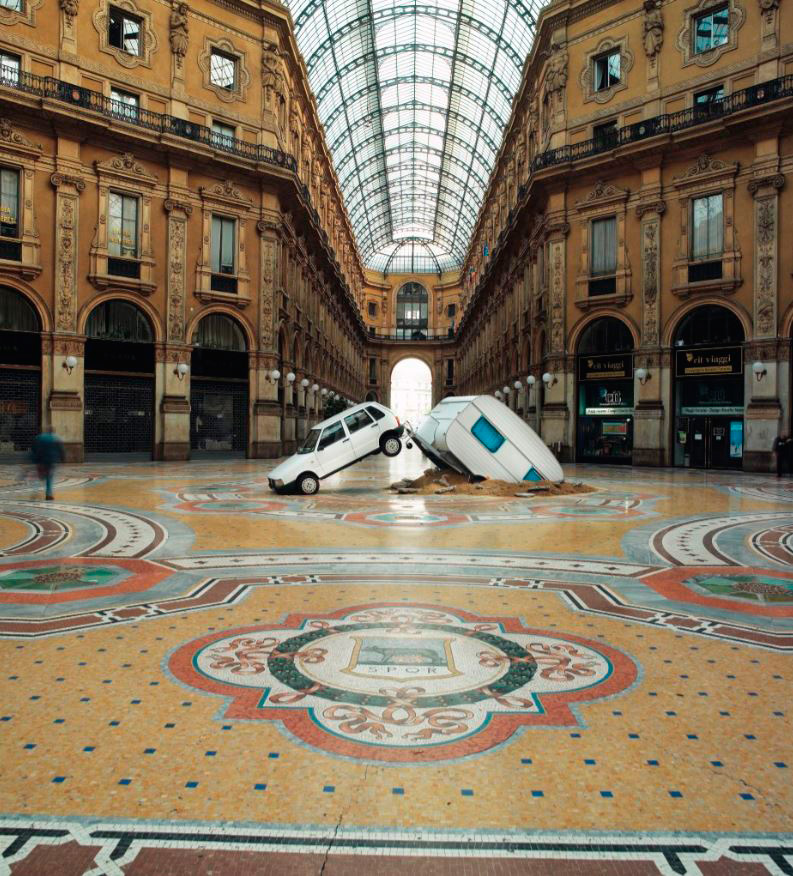
Fondazione Trussardi

Nicola Trussardi ha realizzato tante altre iniziative, tra cui la costruzione del Palatrussardi di Milano, che ha ospitato importanti concerti pop e rock di artisti come Frank Sinatra, Liza Minnelli, e Sammy Davis, Jr. Ha inoltre collaborato alla creazione di una Innocenti Mini (1959). 
La Fondazione Nicola Trussardi è un'istituzione no-profit per la promozione della cultura e dell'arte contemporanea presieduta da Beatrice Trussardi. Dal 2003 la Fondazione ha orientato le proprie risorse nella realizzazione di eventi ed esposizioni temporanee d'arte contemporanea negli spazi pubblici della città di Milano, e partecipando, nel 2009, alla Biennale di Venezia, all'interno della rassegna curata da Daniel Birnbaum, rendendo possibile, grazie alla propria sponsorizzazione, la realizzazione dell'imponente installazione sonora dell'artista Roberto Cuoghi. Nel 2013 proprio alla Biennale di Venezia la Fondazione ha celebrato il suo decimo anniversario.
Nicola è stato inoltre ideatore e sostenitore del progetto "Città della Moda", un'area all'interno di Milano, in cui stilisti e maison potessero avere le proprie boutique e che potesse ospitare tutte le sfilate e gli eventi legati alla città. Il progetto viene abbandonato dopo la morte di Nicola, ma è stato recentemente ripreso e realizzato nell'area milanese di Garibaldi-Repubblica.

## Vita personale
Nicola Trussardi è stato un grande sostenitore della cultura milanese e un collezionista di raffinate sculture. Era proprietario di una villa sull'isola d'Elba, a Marciana Marina, nella quale spesso intratteneva i suoi ospiti. È stato sposato con Maria Luisa Gavazzeni, che ha lavorato con lui durante tutta la sua carriera come direttore creativo dell'azienda e dalla quale ha avuto quattro figli: Beatrice (nata nel 1971), Francesco (nato nel 1976 e morto nel 2003 in un incidente stradale con la sua Ferrari 360, sepolto accanto al padre), Gaia (nata nel 1980 e moglie dell'attore Adriano Giannini dal 2019) e Tomaso (nato nel 1983 e marito dal 2014 al 2022 della conduttrice televisiva Michelle Hunziker). Appassionato di motoscafi e di velivoli, era inoltre un pilota amatoriale e si divertiva a volare con il suo aereo privato Citation II. È morto il 14 aprile 1999, due mesi prima del suo cinquantasettesimo compleanno, in un incidente stradale in cui ha perso il controllo della sua Mercedes-Benz Classe CLK mentre percorreva la Tangenziale Est di Milano, andando a colpire la cuspide dell'uscita di Cascina Gobba.
La sua salma è stata tumulata nella tomba di famiglia al cimitero monumentale di Bergamo.

## Filmografia
Costumista  (parziale)
- Demons: The Nightmare Is Back (1986)

Attore
- Prêt-à-Porter (1994)[4]